# Cotone di Germania
La benda di ovatta agugliata, detta comunemente cotone di Germania, è un dispositivo medico di classe I in adesione al regolamento MDR 2017/745/EU.
Si presenta in rotoli, di diverse altezze, non sterile.
Viene utilizzato come imbottitura sottogesso o a scopo assorbente in fasciature di ferite essudanti.
L'aspetto è quello di una "sciarpa" bianca e morbida lunga circa 4 metri e larga dai 10 ai 20 centimetri.
Le misure comunque variano a seconda delle ditte produttrici.
Deve essere resistente a una blanda trazione in modo che si possa conformare alla superficie da fasciare (es: gamba, braccio, ecc.).
Esistono in commercio prodotti in fibre sintetiche molto simili al cotone ma più resistenti alla trazione e più sottili.
Il cotone di Germania viene utilizzato anche nei bendaggi elastocompressivi a 4 strati che vengono confezionati per la cura delle ulcere venose degli arti inferiori (primo strato).